# Lycaena dorcas
L. dorcas là một loài bướm ngày thuộc phân họ Lycaeninae được tìm thấy ở Bắc Mỹ. Loài L. dospassosi từng được xem là L. dorcas.
Sải cánh dài 2,5-3,2 cm. Chúng được tìm thấy đến phía bắc như Alaska và về phía nam đến tây Washington và vùng Great Lakes ở phía đông, có một nhóm phân bố độc lập ở Maine.
Ấu trùng ăn Potentilla fruticosa, Rumex và Polygonum